# Musée Major Osman Ralph Simmons de The Bottom
Le Musée Major Osman Ralph Simmons est un musée situé à The Bottom, sur l'île de Saba dans les Pays-Bas caribéens.

## Biographie et historique
Le musée, fondé par le major Osman Ralph Simmons, ancien policier sur l'île pendant plus de 40 ans, conserve et expose des objets qu'il a trouvés sur l'île.